# Sound Blaster X-Fi
Sound Blaster X-Fi (сокр. от англ. «Extreme Fidelity» — «экстремальная точность») — звуковая плата, выпущенная в августе 2005 года Creative в конфигурациях XtremeMusic, Platinum, Fatal1ty FPS, XtremeGamer и Elite Pro. Большинство моделей имеет аудиочип EMU20K1, произведённый по 130 нм техпроцессу, работающий на частоте 400 МГц и имеющий 51 миллион транзисторов. Вычислительная мощность процессора, то есть его производительность, достигает 10,000 MIPS (миллионов инструкций в секунду), что приблизительно в 2.4 раза больше, чем производительность процессора Audigy. Вся мощь этого процессора может быть использована лишь в ПО, поставляемом самой Creative. Прилагаемое к звуковой карте программное обеспечение позволяет использовать её в трех режимах:
- Entertainment Mode (режим, предназначенный для прослушивания музыки и просмотра фильмов)
- Game Mode (в этом режиме мощь аудиопроцессора используется в основном для создания реалистичных звуковых эффектов EAX и эффектов трехмерного звука CMSS)
- Audio Creation Mode (процессор используется для MIDI-синтеза, наложения звуковых эффектов, высококачественного микширования и т. п. Также в этом режиме доступны частоты дискретизации, кратные 44.1 кГц)

Из нововведений X-Fi можно отметить следующие:
- EAX 5.0, который поддерживает 128 источников 3D-позиционированных голосов с четырьмя эффектами, применимых к каждому. Благодаря новому процессору EMU20K1 вычисления, связанные с EAX, теперь выполняются в формате с плавающей точкой, что повышает их точность и, как следствие, дает более реалистичные по сравнению с Audigy трехмерные звуковые эффекты.
- Поддержка вывода многоканального звука по цифровому выходу S/PDIF с помощью технологий Dolby Digital Live и DTS-Interactive.
- Поддержка частот дискретизации, кратных 44.1 кГц и точные алгоритмы пересчета частоты дискретизации. Это сняло проблему высокого уровня интермодуляционных искажений при воспроизведении звуковых файлов на платах Sound Blaster Live и Audigy.
- Технология X-Fi Crystalizer, призванная улучшить воспринимаемое качество воспроизводимой музыки. Из-за неоднозначности влияния данного эффекта на музыку многие сомневаются в правильности выбранного Creative названия.

## Фотографии

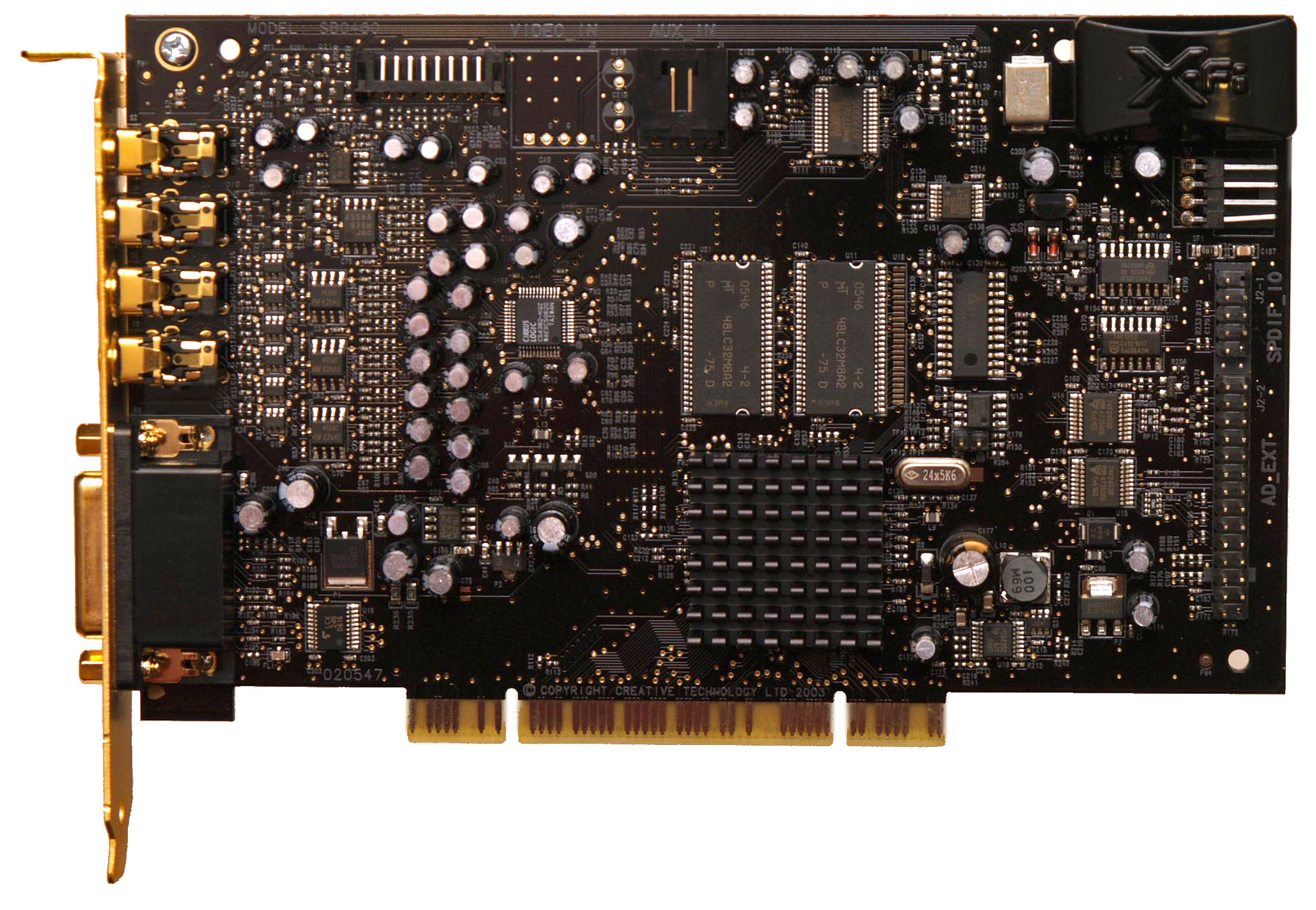
Sound Blaster X-Fi XtremeGamer Fatal1ty Pro
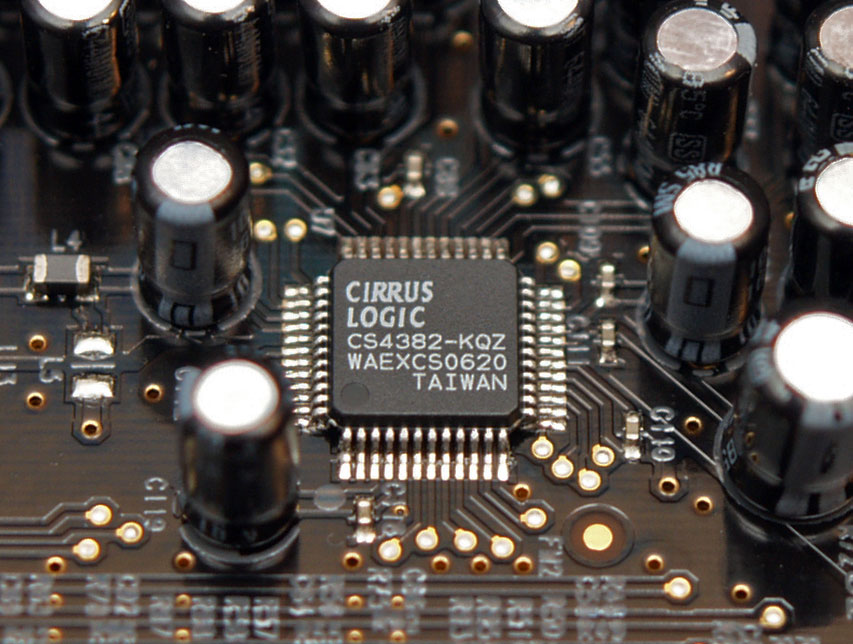
8-канальный ЦАП Cirrus Logic CS4382, размещённый на Sound Blaster X-Fi Fatal1ty
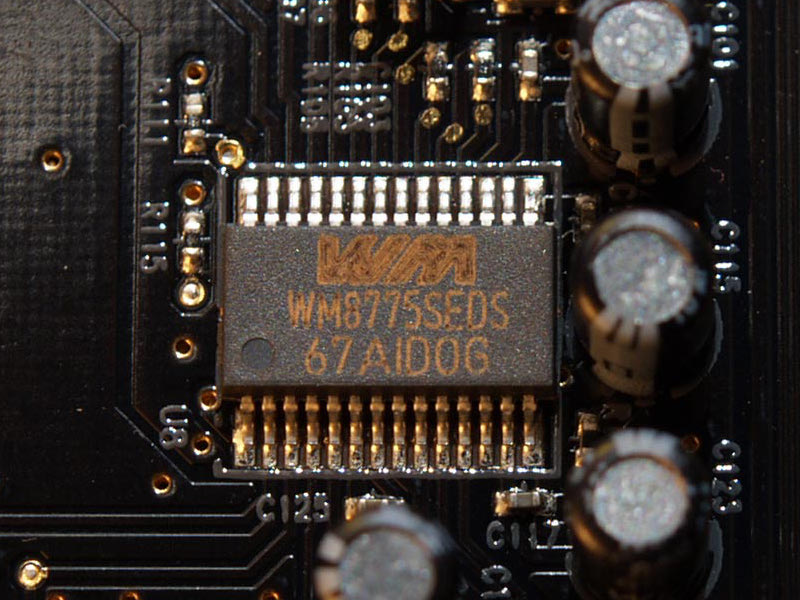
Стерео АЦП со встроенным четырехканальным стерео мультиплексором Wolfson Microelectronics WM8775SEDS, размещённый на X-Fi Fatal1ty Pro
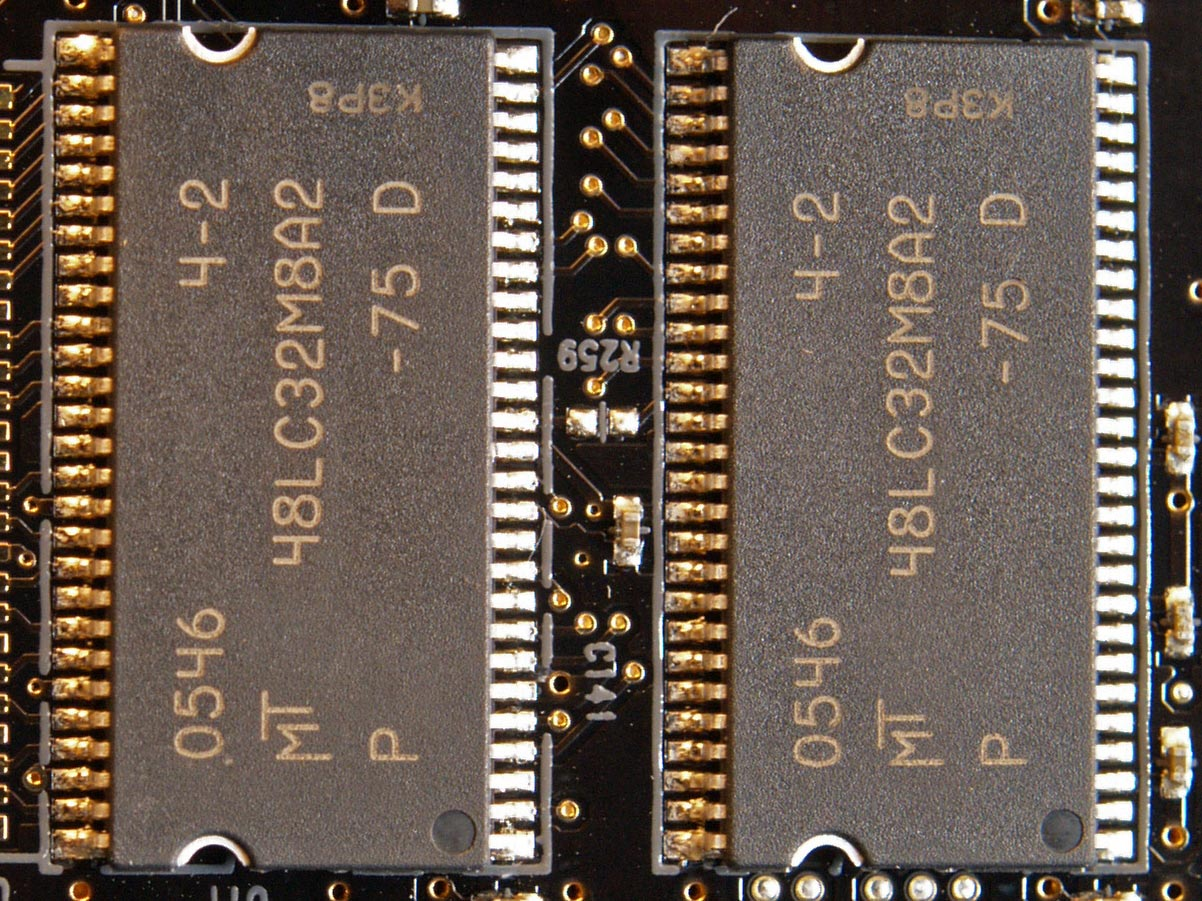
64 MB звуковой памяти Fatal1ty Pro, представленная двумя Micron 48LC32M8A2-75 C SDRAM чипами

## Линейка X-Fi
| Карта                                               | Дата релиза   | Соотношение сигнал/шум | Чип        | RAM   | I/O Console | I/O Drive Box | Пульт управления | Заметки |
| --------------------------------------------------- | ------------- | ---------------------- | ---------- | ----- | ----------- | ------------- | ---------------- | --- |
| X-Fi Prelude (нет в продаже)                        | Август 2007   | 120 дБ                 | EMU20K1    | 64 Мб | -           |               |                  | X-Fi-карта класса High-end разработана и представлена Auzentech с Creative Labs |
| X-Fi Elite Pro (нет в продаже)                      | Август 2005   | 116 дБ                 | EMU20K1    | 64 Мб | включено    | -             | включено         | имеется дополнительное ПО, улучшена схемотехника платы |
| X-Fi Titanium Fatal1ty Champion (нет в продаже)     | Июнь 2008     | 109 дБ                 | EMU20K2    | 64 Мб | -           | включено      | опционально      | Плата для шины PCI-E |
| X-Fi Titanium Fatal1ty Professional (нет в продаже) | Июнь 2008     | 109 дБ                 | EMU20K2    | 64 Мб | -           | опционально   | опционально      | Плата для шины PCI-E |
| X-Fi Fatal1ty (нет в продаже)                       | Август 2005   | 109 дБ                 | EMU20K1    | 64 Мб | опционально | включено      | включено         | также известна как: Fatal1ty FPS / Fatal1ty Edition / Platinum Fatal1ty Champion |
| X-Fi XtremeGamer Fatal1ty Pro (нет в продаже)       | Октябрь 2006  | 109 дБ                 | EMU20K1    | 64 Мб | опционально |               | опционально      | |
| X-Fi Platinum (нет в продаже)                       | Август 2005   | 109 дБ                 | EMU20K1    | 2 Мб  | опционально | включено      | включено         | |
| X-Fi XtremeGamer (нет в продаже)                    | Октябрь 2006  | 109 дБ                 | EMU20K1    | 2 Мб  | -           |               | нет              | Низкопрофильная версия карты XtremeMusic |
| X-Fi XtremeMusic (нет в продаже)                    | Август 2005   | 109 дБ                 | EMU20K1    | 2 Мб  | опционально |               | опционально      | до сих пор широко распространена как OEM-продукт |
| X-Fi Digital Audio (нет в продаже)                  | Сентябрь 2005 | 109 дБ                 | EMU20K1    | 2 Мб  | опционально |               | опционально      | вариант XtremeMusic, но только для Японии с дополнительными джеками |
| X-Fi Xtreme Audio (нет в продаже)                   | Октябрь 2006  | <109 дБ                | CA0106     | -     | -           |               | нет              | Низкобюджетная карта, не содержащая в себе чипсет EMU20K1, который используется во всех остальных картах серии, и не имеющая аппаратной обработки звука, поддержки ASIO. Чипсет этой карты (CA0106) базируется на аналогичном Audigy 2 SE и SB Live! 24-bit. Он также имеет Crystalizer and CMSS-3D. Доступны варианты для PCI, PCI Express и ExpressCard слотов. Для PCI-версии существуют модифицированные драйверы, созданные на основе драйвера для оригинальной SB Live! 24-bit, заметно улучшающие звучание карты. |
| X-Fi Titanium HD (нет в продаже)                    | Март 2010     | 122 дБ                 | CA20K2     | 64 Мб |             |               |                  | |
| X-Fi Surround 5.1 (нет в продаже)                   | Май 2008      | 94 дБ                  | CA0189-2AG | -     | -           | -             | включено         | Внешняя звуковая карта с интерфейсом USB 2.0, предназначенная для вывода звука на аудиосистему 5.1 через аналоговый и цифровой оптический выходы при просмотре фильмов на портативном компьютере. |
| X-Fi Surround 5.1 Pro (нет в продаже)               |               | 94 дБ                  | CA0189-2AG | -     | -           | -             | включено         | Развитие предыдущей модели X-Fi Surround 5.1. Добавлена поддержка системы обработки звука THX TruStudio Pro. 22 мая 2014 года вышел драйвер с поддержкой ASIO. |
| X-Fi HD (нет в продаже)                             |               | 108 дБ                 | CA0189-2AG | -     | -           | -             | -                | Внешняя звуковая карта с интерфейсом USB 2.0, предназначенная для качественного воспроизведения и записи звука, о чем говорит встроенный фонокорректор и примененные в конструкции звуковой карты высококачественные АЦП, ЦАП и операционные усилители. |
| X-Fi Go! (нет в продаже)                            | Осень 2008    | 83 дБ                  |            | -     | -           | -             | -                | Внешняя звуковая карта с интерфейсом USB 2.0, выполненная в виде модуля размером чуть крупнее Flash-накопителя. Предназначена для использования в качестве альтернативы интегрированным звуковым картам. |
| X-Fi Go! Pro (нет в продаже)                        |               | 83 дБ                  |            | -     | -           | -             | -                | Развитие модели X-Fi Go! Добавлена поддержка системы обработки звука THX TruStudio Pro. |

- Console I/O — это внешний бокс с аналоговыми и цифровыми аудио входами/выходами и регуляторами громкости. С ним всегда поставляется пульт ДУ
- I/O Drive Box — бокс в форм-факторе внутреннего 5 1/4 дисковода с аналоговыми и цифровыми аудио входами/выходами и регуляторами громкости. С ним всегда поставляется пульт ДУ.
- Все карты имеют 3x 1/8-дюймовые джеки «выхода» для аналоговых наушников/колонок (2 из них — это 4-сегментные джеки для полного 7.1 звукового выхода)
- Все карты, кроме XtremeGamer, имеют 1x общий 1/8-дюймовый джек для всего этого: линейный вход / микрофон / цифровой выход / цифровой I/O модуль. Опциональный цифровой I/O модуль — это внешнее устройство для поддержки цифрового входа/выхода: 1x коаксиальный вход, 1x оптический вход, 1x оптический выход. Карта XtremeGamer имеет один общий 1/8-дюймовый джек для: линейного входа / микрофона / оптического выхода (TOSLINK миниджек). Она не поддерживает цифровой I/O модуль.
- Все модели X-Fi, как и их предшественники, начиная с Live!, имеют встроенный аппаратный wavetable-синтезатор, используемый для создания и воспроизведения MIDI-файлов.

В марте 2010 года ожидается выход нового поколения карт X-Fi для шины PCI-Express. Предполагается, что карты будут основаны на процессоре 20K2, а основные изменения коснутся аналоговой части карты. Будут использованы высококачественные ЦАП фирмы Texas Instruments, также будет реализована возможность замены операционных усилителей силами пользователя карты.
PCI Express X-Fi Xtreme Audio имеет некоторую проблему с определением микрофона в среде Windows 7. В связи с тем, что гнёзда Microphone и Line-In совмещены в одно, а в Creative Audio Control Panel от стандартных драйверов для Windows 7 отсутствует вкладка FlexiJack, всегда определялось только подключение источника сигнала по Line-In, а не Microphone FP. Решение проблемы было найдено на англоязычном сайте sevenforums — необходимо скачать определенную версию драйвера CSL_PCAPP_LB_2_40_09 с официального сайта техподдержки support.creative.com (прямая ссылка).
Также имеется проблема с отключением линейного выхода при подключении наушников к передней панели — при включенной опции отключения линейного выхода звук идет на него только при подключенных к передней панели наушниках. Если эту опцию отключить, то звук идет на оба выхода одновременно.
В драйвере от 2.11.2012 с заявленной поддержкой Windows 8 эти проблемы решены не были.